# Grand pic de Péterneille
Le Grand pic de Péterneille est un sommet des Pyrénées situé sur la frontière franco-espagnole entre les Hautes-Pyrénées, en région Occitanie, et la province de Huesca dans la communauté d'Aragon, qui culmine à 2 764 ou 2 751 mètres d'altitude dans le massif de Panticosa.

## Géographie
Il est situé entre le département des Hautes-Pyrénées en vallée de Saint-Savin, dans la vallée du Marcadau sur la commune de Cauterets, et celle de Tena (Panticosa) en Espagne.

### Topographie
Il est situé à l'est du col de Péterneille, à l'ouest des pics Jumeaux et à l'extremité ouest de la crête de Péterneille. Il surplombe les lacs Péterneille dans la vallée du Marcadau au nord, le cirque de Bramatuero à l'ouest et l'ibón de Bramatuero Bajo au sud.

### Hydrographie
Le sommet délimite la ligne de partage des eaux entre le bassin de la Garonne côté nord, qui se déverse dans l'Atlantique, et le bassin de l'Èbre, qui coule vers la Méditerranée côté sud.

## Voies d'accès
On y accède côté français au nord depuis le pont d'Espagne (1 520 m) et la vallée du Marcadau au fond de laquelle se trouve le refuge Wallon (1 865 m). Puis prendre la direction du port du Marcadau et bifurquer vers le col de Péterneille.
Côté espagnol par la vallée de Panticosa via le GR 11 depuis le refuge de Bramatuero.

## Protection environnementale
Le pic est situé dans le parc national des Pyrénées.